# BL Ceti
BL Ceti è una stella nana rossa nella sequenza principale di magnitudine 12,57 situata nella costellazione della Balena. Dista 8,7 anni luce dal sistema solare. Assieme a UV Ceti fa parte di un sistema binario denominato Luyten 726-8.

## Osservazione
Si tratta di una stella situata nell'emisfero celeste australe; grazie alla sua posizione non fortemente australe, può essere osservata dalla gran parte delle regioni della Terra, sebbene gli osservatori dell'emisfero sud siano più avvantaggiati. Nei pressi dell'Antartide appare circumpolare, mentre resta sempre invisibile solo in prossimità del circolo polare artico. Essendo di magnitudine pari a 12,6, non è osservabile né occhio nudo né con un binocolo; per poterla scorgere occorre almeno un piccolo telescopio amatoriale.
Il periodo migliore per la sua osservazione nel cielo serale ricade nei mesi compresi fra settembre e febbraio; da entrambi gli emisferi il periodo di visibilità rimane indicativamente lo stesso, grazie alla posizione della stella non lontana dall'equatore celeste.

## Caratteristiche
BL Ceti ha una massa del 10% e un raggio del 14% di quelli del Sole, all'incirca lo stesso della sua compagna UV Ceti. Le due stelle ruotano attorno al comune centro di massa in 26,5 anni, mentre la distanza fra le due è piuttosto variabile a causa dell'alta eccentricità orbitale (e= 0.62), e va da 2,1 a 8,8 UA.
Così come la sua compagna e molte altre nane rosse, si tratta di una stella a brillamento.